# Kopalnie i Zakłady Przetwórcze Siarki Siarkopol
Kopalnie i Zakłady Przetwórcze Siarki „Siarkopol” – przedsiębiorstwo z siedzibą w Tarnobrzegu, zajmujące się dawniej wydobyciem siarki i jej przetwórstwem. Obecnie prowadzi sprzedaż przetworów siarkowych, nawozów rolniczych, nawozów ogrodniczych oraz samej siarki. Zajmuje się także usługami w zakresie obrotu i dystrybucji energii elektrycznej, gazu oraz sprężonego powietrza na terenie zabudowy przemysłowej, znajdującej się na obszarze miasta Tarnobrzeg i gminy Nowa Dęba. Wykonuje również usługi w laboratorium Kontroli Jakości i Ochrony Środowiska w tym badania składu chemicznego nawozów i surowców mineralnych, badania fizykochemiczne i chemiczne siarki, badania chemiczne próbek wód i ścieków.
Nazwa „Siarkopol” pojawia się w nazwach grupy przedsiębiorstw wydobywających i przetwarzających siarkę tarnobrzeską i powiązanych historycznie przez wielokrotne przekształcenia organizacyjne.
W latach siedemdziesiątych XX w., działający od 1954 roku Siarkopol, mający zakłady głównie w rejonie Tarnobrzega stał się jednym z największych przedsiębiorstw na świecie produkujących i przetwarzających siarkę.
W 1985 r. Kopalnie i Zakłady Przetwórcze Siarki „Siarkopol” zostały wyróżnione wpisem do „Księgi zasłużonych dla województwa tarnobrzeskiego”.
Po drastycznym spadku cen siarki w latach 90. XX wieku, Siarkopol zaczął upadać. W 2001 r. KiZPS w Tarnobrzegu zakończył wydobycie siarki rodzimej i w wyniku restrukturyzacji wyodrębniono podmioty gospodarcze:
- Kopalnie i Zakłady Przetwórcze Siarki „Siarkopol” w likwidacji[1]
- Zakłady Chemiczne „Siarkopol” Tarnobrzeg sp. z o.o.[5]
- Zakład Mechaniczny „Siarkopol” Sp. z o.o.[6]
- Zakład Obrotu Towarowego „Siarkopol” Sp. z o.o.[7]
- Kopalnia Siarki „Machów” S.A. w likwidacji[8]